# Копачинська Ванда Станіславівна
Ванда Станіславівна Копачинська (22 червня 1906 — 30 квітня 1976) — українська спортсменка-лучниця, тренерка.

## Короткий життєпис
Народилася 22 червня 1906 р. у сім'ї польських шляхтичів Копачиньських. 
Лучним спортом зацікавилася доволі пізно (у 50 років). Через 2 роки тренувань виконала норматив майстра спорту СРСР. У 55 років стала чемпіонкою СРСР. Тренером Ванди Копачинської був заслужений тренер СРСР Труш Роман Іванович (син знаменитого художника Івана Труша). У віці 60-ти років перебувала у складі збірної команди УРСР. Одна з небагатьох володарів звання «Почесного майстра спорту СРСР». 
Передавала досвід молодим спортсменам, навчаючи їх у Львівській дитячо-юнацькій спортивній школі «Олімпія» із часу її заснування в 1972 р.; підготувала особисто більше 10 майстрів спорту. Зберігала свою високу спортивну форму аж до 70-річного віку, коли почали даватися взнаки прояви важкої невиліковної хвороби.
Померла 30 квітня 1976 р.